# Jana Miartusova
Jana Miartušová (Praga, 9 de septiembre de 1983), más conocida como Nella, es una modelo de glamour y actriz pornográfica checa, especializada en escenas lésbicas. A lo largo de su carrera ha utilizado otros alias, como Terry Lightspeed, Claire, Jackie, Jana M, Mirta, Nellie Hunter y Mónica.

## Biografía
Nació en la ciudad de Praga, en la entonces República Socialista de Checoslovaquia. Tras la disolución de la misma, adoptó la nacionalidad checa.
Comenzó su carrera como modelo a los 20 años, participando también en películas pornográficas. Inició su carrera en la industria erótica al ser descubierta por el fotógrafo Steve Lightspeed a fines del 2003. Como varias modelos que trabajaron para Lightspeed network, Terry Lightspeed se la trató como un personaje dentro del género del softporn teen. Como Terry, alcanzó cierto grado de popularidad que le permitió el año 2005 contar con su propio portal o sitio web exclusivo de contenido de pago para adultos. Ha participado en sesiones para los sitios web MET Art, X-Art, Sapphicerotica y Penthouse, entre otros.
La mayor parte de su carrera como actriz pornográfica la realizó en escenas de género lésbico (particularmente en la técnica del fisting).

## Premios y nominaciones de la industria erótica
| Año  | Reconocimiento                          | Categoría                     | Resultado |
| ---- | --------------------------------------- | ----------------------------- | --------- |
| 2006 | Lightspeed Worldwide Model Search Award | Miss Lightspeed January 2006  | Ganadora  |
| 2007 | Viv Thomas Award                        | Babe of the Year              | Ganadora  |
| 2009 | AVN Award                               | Best All-Girl 3-Way Sex Scene | Nominada  |